# 和意谷池田家墓所
和意谷敦土山池田家墓所（わいだにあづちやまいけだけぼしょ）は、岡山県備前市吉永町にある岡山藩主池田宗家一族の墓所。「岡山藩主池田家墓所」の一つとして国の史跡に指定されている。また、池田家墓所を含む和意谷一帯は吉井川中流県立自然公園に指定されている。

## 経緯
この地に墓所を建設する発端となったのは、岡山藩池田宗家初代藩主池田光政の祖父・輝政と父・利隆の墓所がある京都妙心寺護国院が炎上したことによる。この火災により光政は、祖父・父の改葬を決意した。寛文5年（1665年）、家臣の津田永忠に命じ備前国内での墓所選定の作業を行った。1年余りの探索の後、和気郡脇谷村を最終候補地に選定した。寛文6年（1666年）10月、光政の実地検分によりこの地が墓所に決定された。同年12月、妙心寺に改葬を告げ、遺骨を備前に持ち帰った。
翌寛文7年（1667年）正月7日より墓地の造営を行い、閏2月13日に儒式の儀礼に則り輝政・利隆の改葬が執り行われた。のち、この地は和意谷敦土山と名付けられた。江戸城空堀普請の手伝いのために工事は中断したが、寛文9年（1669年）に墓域の工事が完了した。この年3月16日に光政が参拝し、墓祭が執り行われた。以後、毎年3月に墓祭が行われ、藩主および池田家一族の参拝が続けられた。貞享元年（1684年）、和意谷新田村が設けられ、53石3斗1升5合の年貢米により永代管理が行われた。

## 構成
和意谷の墓所は、敦土山山上に点在する岡山藩主池田家の墓所で、池田輝政の「一のお山」を中心に、7つの「お山」で構成されている。全て儒教式の墓地となっている。麓の駐車場より鳥居をくぐり、約2,000個の列石の敷かれた参道を約1km余り登ったところにある。

### 一のお山
池田輝政の墓所で、墓石は亀趺と呼ばれる亀形の台石の上に乗っている。墓石の亀趺は天禄辟邪（てんろくひじゃ）という古代中国に伝わる架空の動物で、三品（さんぽん）の地位の人物の墓に用いられていた。
- 墓碑：参議正三位源輝政卿之墓、脇碑：贈従二位

### 二のお山
池田利隆とその正室鶴姫の墓所。
- 向かって左の墓碑（利隆）：従四位下侍従兼武蔵守源利隆朝臣之墓
- 向かって右の墓碑（鶴姫）：侍従兼武蔵守源朝臣室家榊原氏之墓

### 三のお山
池田光政とその正室勝姫の墓所。
- 向かって左の墓碑（光政）：従四位下之左近衛権少将源光政朝臣之墓、脇碑：贈正三位
- 向かって右の墓碑（勝姫）：左近衛権少将源朝臣室家藤原氏之墓

### 四のお山
池田慶政（8代藩主）とその正室宇多子の墓所。光政の子・2代藩主綱政より7代斉敏までは曹源寺に埋葬されていたが、慶政・茂政の2代はここに埋葬されている。
- 向かって左の墓碑（慶政）：従二位池田慶政公之墓
- 向かって右の墓碑（宇多子）：従四位源慶政朝臣夫人池田氏之墓

### 五のお山
池田茂政（9代藩主）とその正室萬寿子の墓所。
- 向かって左の墓碑（茂政）：麝香間祗候従一位勲二等池田茂政公之墓
- 向かって右の墓碑（萬寿子）：少将兼武蔵守源朝臣室家池田氏之墓

### 六のお山
池田輝興（赤穂藩2代藩主）、池田輝尹、池田政実、池田鋭子、池田恒元（山崎藩初代藩主）の墓が並び、少し離れて池田政元（山崎藩2代藩主）の墓がある。
- 輝興墓碑：従四位下右近大夫源輝興朝臣之墓
- 輝尹墓碑：池田新八郎輝尹之墓
- 政実墓碑：池田鼎五郒政實之墓
- 鋭子墓碑：池田氏庶女鋭子之墓
- 恒元墓碑：従五位下備後守源恒元之墓
- 政元墓碑：従五位下豊前権守源朝臣政元之墓

### 七のお山
六のお山から600mほど北東に離れた場所にある。池田利政（利隆の弟・播磨時代の船上城代）、池田政虎（利隆の弟）、池田政貞（光政の弟）、六姫（光政の娘）の墓がある。
- 利政墓碑：池田利政之墓
- 政虎墓碑：池田政乕之墓
- 政貞墓碑：池田政貞之墓
- 六姫墓碑：池田氏六之墓

## アクセス
- 山陽自動車道備前I.C.にて下車し北へ約15分、駐車場より徒歩約35分